# Comitatul Blaine, Montana
Comitatul Blaine (engleză Blaine  County) este unul din cele 56 comitate ale statului american  Montana. Conform recensământului din 2000, populația comitatului era de 7.009 locuitori. Sediul comitatului este localitatea Chinook.
Comitatul a fost numit în onoarea lui James G. Blaine, marcant om de stat american, fost lider al Camerei Reprezentanților, fost secretar de stat al Statelor Unite și fost candidat prezidențial al alegerilor din 1884.

## Geografie
Conform datelor înregistrate de United States Census Bureau, comitatul are o suprafață totală de 10.979 km², din care uscatul reprezintă 10.946 km², iar 33 km² reprezintă apă (0,31 %).

### Comitate învecinate șimunicipalități rurale
- Comitatul Hill, statul  Montana - vest
- Comitatul Chouteau, Montana - sud-vest
- Comitatul Fergus, Montana - sud
- Comitatul Phillips, Montana - est
- Reno No. 51, provincia  Saskatchewan, Canada - nord
- Frontier No. 19, Saskatchewan - nord
- Lone Tree No. 18, Saskatchewan - nord

### Zoneprotejate național
- Black Coulee National Wildlife Refuge
- Nez Perce National Historical Park (parțial)
- Upper Missouri River Breaks National Monument (parțial)

## Demografie
|  | Graficele sunt indisponibile din cauza unor probleme tehnice. Mai multe informații se găsesc la Phabricator și la wiki-ul MediaWiki. |

Date: Wikidata - grafică realizată de Wikipedia
|                                    | ↑ Nord -- Reno No. 51, Saskatchewan Frontier No. 19, Saskatchewan Lone Tree No. 18, Saskatchewan |                                   |
| ← Vest—Comitatul Hill, statul MT   | Comitatul Blaine, Montana                                                                        | → Est—Comitatul Phillips, MT      |
| ←↓ Sud-Vest—Comitatul Chouteau, MT | ↓ Sud—Comitatul Fergus, MT                                                                       | ↓→ Sud-Est—Comitatul Phillips, MT |